# Eriborus platyptiliae
Eriborus platyptiliae là một loài tò vò trong họ Ichneumonidae.